# Rhinolophus mossambicus
Rhinolophus mossambicus es una especie de murciélago de la familia de los rinolófidos.
Vive a altitudes de entre 60 y 1.000 m s. n. m. en Mozambique y Zimbabue. 
Tiene los antebrazos de 60–65 mm. Su nombre específico, mossambicus, significa 'mozambiqueño' en latín.